# Ден Кольстед
Ден Кольстед (англ. Dean Kolstad, нар. 16 червня 1968, Едмонтон) — колишній канадський хокеїст, що грав на позиції захисника.

## Ігрова кар'єра
Професійну хокейну кар'єру розпочав 1988 року.
1986 року був обраний на драфті НХЛ під 33-м загальним номером командою «Міннесота Норт-Старс». 
Протягом професійної клубної ігрової кар'єри, що тривала 11 років, захищав кольори команд «Міннесота Норт-Старс» та «Сан-Хосе Шаркс».

## Статистика НХЛ
|                  | Сезони | І  | Г | П | О | ШХ |
| ---------------- | ------ | -- | - | - | - | -- |
| Регулярний сезон | 3      | 40 | 1 | 7 | 8 | 69 |
| Плей-оф          | –      | –  | – | – | – | –  |